# Censhare
Censhare ist ein Enterprise-Content-Management-System des deutschen Herstellers Censhare GmbH. Es integriert Medien-Informationen in einem System, organisiert Inhalte und automatisiert die zugehörigen Prozesse.
Das System kann für die crossmediale Publikation von Inhalten genutzt werden.

## Geschichte

### Entwicklung, Hersteller
Mit der Entwicklung des Systems wurde 2001 begonnen und es kam 2002 als CoWare-Server auf den Markt. Seit Version 2.0.0 wird das System als censhare vertrieben. 2008 wurde das Herstellerunternehmen CoWare AG in censhare AG umbenannt. Am 16. Oktober 2020 änderte das Unternehmen seine Rechtsform in eine GmbH. Die Censhare GmbH hat ihren Hauptsitz in München, in Freiburg besteht eine Niederlassung. Außerdem bestehen Vertriebsgesellschaften im Vereinigten Königreich, in Frankreich, in den Niederlanden, in der Schweiz, in den USA und in Indien.
Neben der Produktweiterentwicklung ist die Censhare GmbH als offizieller Partner an der IDML-Entwicklung (InDesign Markup Language) von Adobe Inc. beteiligt.

### Versionshistorie
- CoWare-Server 1.0 (2002): Markteinführung; Asset-Management; Anbindung an Layout-Applikation QuarkXPress
- censhare 2.0 (2004): Blattplanung; Web-Client; SAP-Schnittstelle; Anbindung an Layout-Applikationen Adobe InDesign und Adobe InCopy
- censhare 3.0 (2007): Übersetzung mit Translation Memory; Web Content Management; Microsoft Word und Excel-Integration; Bild-Editor; Content-Editor für XML- und Incopy-Content; Layout-Editor; Anbindung an Applikationen Adobe InDesign-Server und FrameMaker
- censhare 4.0 (2010): Embedded Datenbank im Application-Server, Facettensuche, Geographische Koordinaten mit Kartenansicht, Service-Client
- censhare 5.0 (2014): HTML5-basierter Client mit Desktop- und Tablet-Unterstützung, Marketing Ressource Management
- censhare 5.1 (2015): Targeting, Web-To-Print, Online News- und Medienportal
- censhare 2020.1 (2020)
- censhare 2022.1 (2022)

## Lizenzen
Das Censhare-System ist kostenpflichtig und wird zum Kauf von je nach Bedarf konfigurierten Lösungen sowie der jeweils benötigten Lizenzen angeboten. Censhare bietet auch eine Miet-Lizenz an.

## Auszeichnungen
- EDP-Digitaldruck-Awards 2009, Kategorie Software[6]
- Gartner Inc.: Cool Vendor for Content Management 2014[7][8]